# Calle Pérez de la Sala
La calle Pérez de la Sala es una vía pública de la ciudad española de Oviedo.

## Descripción
La vía, que obtuvo título propio en la década de 1880, discurre desde la calle Santa Susana, donde conecta con Rosal, hasta fundirse con González Besada. Tiene cruces con Pérez de Ayala, Fermín Canella y Félix Aramburu, y pasa también junto a la plaza del Fresno. Honra con el nombre a Pedro Pérez de la Sala y Suárez-Baró (1827-1908), ingeniero ovetense, responsable de la traída de aguas de la ciudad. La calle aparece descrita en El libro de Oviedo (1887) de Fermín Canella y Secades con las siguientes palabras:

Pérez de la Sala.—En la vía principal del antiguo barrio del Fresno al SO. de Oviedo y construído allí el depósito de aguas, por acuerdos municipales de 1881 y 1883 recibió el nombre del sabio ingeniero ovetense D. Pedro Pérez de la Sala, que con tanto acierto y generosidad hizo el estudio y planos y dirigió las obras de la traída de aguas.—Ent.: Santa Susana.
(Canella y Secades, 1887, pp. 116-117)